# Gnadendorf
Gnadendorf è un comune austriaco di 1 129 abitanti nel distretto di Mistelbach, in Bassa Austria.